# Mikhayelovka
Mikhayelovka es una localidad del raión de Tashir, en la provincia de Lorri, Armenia, con una población censada en octubre de 2011 de 713 habitantes. 
Se encuentra ubicada al noroeste de la provincia, a poca distancia del río Debet —un afluente derecho del río Kurá— y de la frontera con Georgia y la provincia de Shirak.